# Pauline Worm

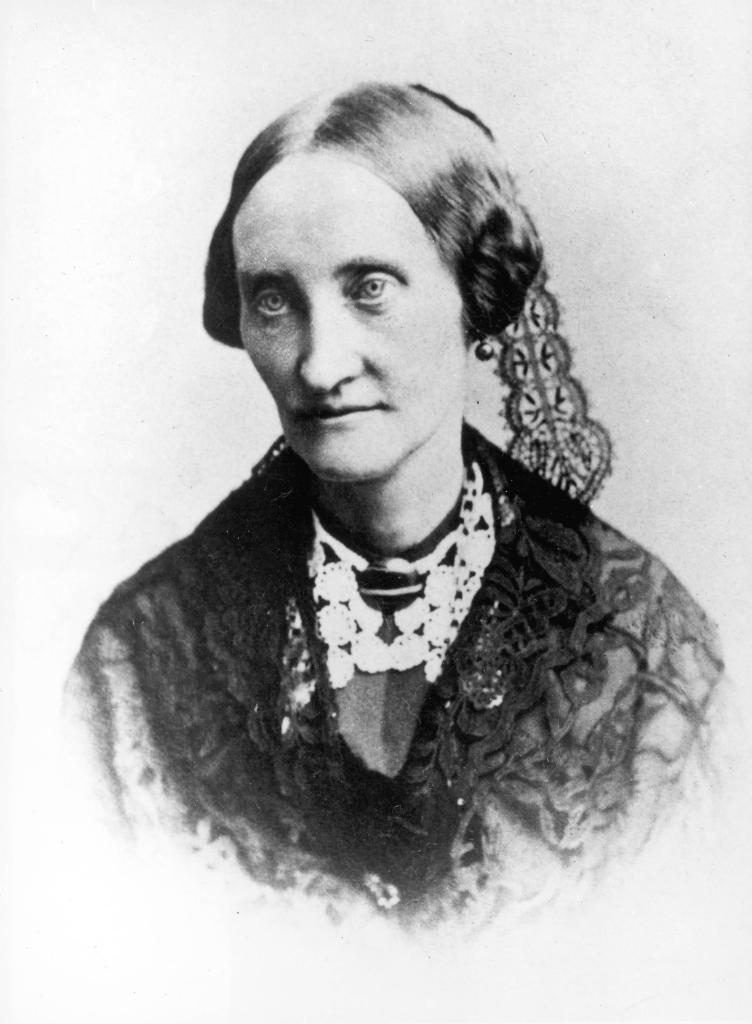
Porträt von Pauline Worm

Pauline Frederikke Worm (* 29. November 1825 in Hyllested auf Djursland; † 13. Dezember 1883 in Kopenhagen) war eine dänische Schriftstellerin, Lehrerin und Frauenrechtlerin.

## Leben
Pauline Worm wurde auf dem Pfarrhof Hyllested auf Djursland geboren. Ihre Mutter hieß Louise Theodora Petrine Hjort. Ihr Vater, Peter Worm, war Pfarrer, gab politische patriotische Schriften mit starker Kritik am deutschen Einfluss in Dänemark heraus und unterrichtete seine Kinder selbst. Als Pauline Worm neun Jahre alt war, versuchte sie ihren Onkel Lauritz la Cour davon zu überzeugen, eine Gesetzesänderung vorzuschlagen, sodass Frauen das Wahlrecht bekommen könnten. 1838, im Alter von etwa 13 Jahren, zog sie mit ihren Eltern nach Kristrup und besuchte eine Mädchenschule in Randers, wo sie 1841 kurz nach ihrer Konfirmation mit 16 Jahren Lehrerin wurde. Ihre weitere Ausbildung, besonders im Französischen, erhielt sie in Aarhus. 1841 schrieb sie ein Geburtstagsgedicht für ihren Vater und 1842 ein Gedicht für Hjort Lorenzen, das in der Zeitung Dannevirke abgedruckt wurde und somit ihren ersten, wenn auch anonymen, öffentlichen Auftritt bildete.
Von 1847 bis 1850 arbeitete sie als Hauslehrerin bei der Kaufmannsfamilie Hardt in Præstø. Im Januar 1848 schrieb sie ein dem neuen König Fredrik VII. gewidmetes patriotisches Huldigungsgedicht, das anonym in der nationalistischen Zeitung Fædrelandet und anschließend als Sonderdruck veröffentlicht wurde und großes Aufsehen erregte. Zur Fehde um Mathilde Fibigers 1851 veröffentlichtes Buch Clara Raphael. Tolv Breve („Clara Raphael. Zwölf Briefe“) trug sie die Flugschrift Fire Breve om Clara Raphael til en ung Pige fra hendes Søster („Vier Briefe über Clara Raphael an ein junges Mädchen von ihrer Schwester“) unter dem Namen „Pauline“ und drei Artikel Om Kvindens Kald og Kvindens Opdragelse („Über die Berufung der Frau und die Erziehung der Frau“) in Fædrelandet (23.–25. April 1851) bei. In Fire Breve kritisierte sie den weltfremden Idealismus des Buches, kämpfte ansonsten aber für die Emanzipation der Frauen, worunter sie die Möglichkeit für Frauen zur Selbstversorgung und somit die Vermeidung wirtschaftlich bedingter Ehen verstand. Im Gegensatz zu Fibiger, die eine Emanzipation von innen vertrat, nannte Pauline Worm äußere Umstände als Voraussetzung für eine Emanzipation, vor allem eine verbesserte Schulbildung für Mädchen und junge Frauen.
Nach einem Jahr Vorbereitung in Kopenhagen bestand sie 1852 die Prüfung zur Schulleiterin. Im folgenden Jahr eröffnete sie eine eigene kleine Mädchenschule für 12 Schülerinnen in Randers, die aber aus finanzieller Sicht nicht gut lief. Ihr literarisches Hauptwerk, den umfangreichen Roman De fornuftige („Die Vernünftigen“), hatte sie 1850 als 26-Jährige geschrieben, er wurde allerdings erst 1857 anonym veröffentlicht. Im selben Jahr kaufte sie eine ähnliche Schule mit fünf bis sechs pädagogischen Mitarbeitern in Aarhus, der sie bis 1863 vorstand. Pauline Worm interessierte sich mehr für allgemeine pädagogische Verhältnisse als für das Unterrichten selbst; zu einem Lehrertreffen 1858 sandte sie einen Vorschlag zur Einrichtung eines Lehrerinnenexamens ein, damit Frauen in öffentlichen Schulen unterrichten könnten, was im darauffolgenden Jahr in die Realität umgesetzt wurde. Sie äußerte sich auch öffentlich zu den Schulfächern und vertrat die Meinung, der Dänischunterricht solle auf Kosten des Deutschunterrichts verstärkt werden.
1863 verkaufte sie die Mädchenschule wieder und kehrte auf den Pfarrhof Kristrup zurück, wo sie Privatschüler unterrichtete. Ihr Gedicht zum Tod Frederiks VII. wurde zusammen mit weiteren ihrer Gedichte in Christian Winther Obels Nye Digte af Danske Digtere („Neue Gedichte von dänischen Dichtern“) aufgenommen. Ihre eigene Gedichtsammlung Vaar og høst („Frühling und Herbst“) wurde 1864 in erster und 1874 in zweiter, erweiterter Auflage veröffentlicht. 1864 war Pauline Worm die erste Frau, die in Dänemark öffentliche Vorträge hielt; Titel ihrer Vorträge waren beispielsweise Om Holger-Danske-Sagnet („Über die Holger-Danske-Sage“), Om Kæmpeviserne („Über die Heldenlieder“), Om Tydsken i vore Skoler („Über das Deutsche in unseren Schulen“), Om Folkeaanden („Über den Volksgeist“), Om Tidsaanden („Über den Zeitgeist“), Om Jylland og Jyderne („Über Jütland und die Jütländer“), Kjøbenhavneriet – og Om Kvindesagen („Kopenhagenerei – und über die Frauensache“), Arbejderspørgsmaalet og Kvindesagen („Die Arbeiterfrage und die Frauensache“), Kvindesagen som Folkesag („Die Frauensache als Volkssache“), Kvinden som Personlighed („Die Frau als Persönlichkeit“) sowie Kvindesagens Fortid og Fremtid („Vergangenheit und Zukunft der Frauensache“). Ihre Vorträge handelten vom dänischen Nationalismus, dem Widerstand gegen Deutschland, Gleichberechtigung und Frauenrechten.
Nach dem Tod ihres Vaters 1865 lebte sie 16 Jahre lang mit ihrer Mutter zusammen in Randers und hatte ab 1868 wiederum eine Anstellung als Lehrerin in Randers. Der 1871 gegründeten Dansk Kvindesamfund („Dänische Frauenvereinigung“) trat sie nach Aufforderung bei und korrespondierte mit einer der Gründerinnen, Caroline Testman, über die Einrichtung der ersten Handelsschule für Frauen, die sie selbst aber nicht leiten wollte. Sie sprach sich stets gegen eine Versöhnung Dänemarks mit Deutschland aus, so mit dem Gedicht Forandrer Signalerne! („Verändert die Signale!“) in Fædrelandet (23. Oktober 1872), das eine Reihe Reaktionen bekannter Schriftsteller hervorrief: Andreas Munchs Gjensvar („Antwort“), Henrik Ibsens Gedicht Nordens Signaler („Signale des Nordens“) und schließlich Vilhelm Birkedals Schrift Norden, Tyskland og Bjørnstjerne Bjørnson („Norden, Deutschland und Bjørnstjerne Bjørnson“). Nachdem ihre Mutter 1881 gestorben war, zog Pauline Worm zu ihrem Bruder, Kapitän Frederik Christian Worm, nach Kopenhagen und starb dort unverheiratet am 13. Dezember 1883 an Tuberkulose. In ihrem letzten Lebensjahr bekam sie eine staatliche Unterstützung von 500 Kronen. Pauline Worm liegt auf dem Friedhof Solbjerg Parkkirkegård in Frederiksberg begraben.
Über sich selbst sagte sie:

Jeg er lidt af en Digter, lidt mere maaske af en Tænker, endnu lidt mere af en Valkyrje.

„Ich bin ein bisschen ein Dichter, ein bisschen mehr vielleicht ein Denker, noch ein bisschen mehr eine Walküre.“

## Publikationen (Auswahl)
- Hyldestdigt. Frederik VIIs Tronbestigelse. In: Fædrelandet. 1847 (dänisch, „Huldigungsgedicht. Thronbesteigung Friedrichs VII.“).
- En Krands af ni Blade. Poesier. 1850 (dänisch, „Ein Kranz von neun Blättern“, Gedichtsammlung).
- Fire Breve om Clara Raphael til en ung Pige fra hendes Søster. 1851 (dänisch, „Vier Briefe über Clara Raphael an ein junges Mädchen von ihrer Schwester“, Antwort auf Mathilde Fibigers Clara Raphael. Tolv Breve).
- De fornuftige. En dansk Roman. 1857 (dänisch, gut 500 Seiten, „Die Vernünftigen. Ein dänischer Roman“, geschrieben 1850, erschien anonym in zwei Teilen).
- Vaar og høst. Digte. 1864 (dänisch, „Frühling und Herbst. Gedichte“, Gedichtsammlung; zweite, erweiterte Auflage 1874).
- Et Foredrag om Holger-Danske-Sagnet, holdt i Folkeforeningen for Randers og Omegn den 24de Marts 1865. 1865 (dänisch, 24 S., auf Google Books – „Ein Vortrag über die Holger-Danske-Sage, gehalten in der Volksvereinigung für Randers und Umgebung am 24. März 1865“).
- Trofast. 1866 (dänisch, „Treu“, einfache Novelle).
- Om Tydsken i vore Skoler. Et Foredrag. 1866 (dänisch, „Über das Deutsche in unseren Schulen. Ein Vortrag“).
- Den indre Mission under Vilhelm Beck. Et Nutids- og Fremtidsbillede. Karl Schønbergs Forlag, Kopenhagen 1868 (dänisch, 119 S., auf Google Books – „Die innere Mission unter Vilhelm Beck. Ein Gegenwarts- und Zukunftsbild“, Resultat einer Auseinandersetzung mit Vilhelm Beck und der Inneren Mission, inspiriert durch Nikolai Frederik Severin Grundtvig).
- Smaaskrifter og Foredrag 1. Saml. 1869 (dänisch, „Kleine Schriften und Vorträge. Erste Sammlung“).
- Arbejderspørgsmaalet og Kvindesagen. 1872 (dänisch, „Die Arbeiterfrage und die Frauensache“).
- Kvindesagen som Folkesag, to Foredrag. 1876 (dänisch, „Die Frauensache als Volkssache, zwei Vorträge“).
- Holberg og Stuart Mill. In: L. Helveg, Fr. Ingier, Ge. Vilh. Lyng, L. Schrøder und L. Ingier (Hrsg.): Nordisk Månedskrift for folkelig og kristelig oplysning. Den Miloske Boghandel, Odense 1877, S. 241–259 (dänisch, auf Google Books – „Holberg und Stuart Mill“).
- En Brevvexling. 1878 (dänisch, „Ein Briefwechsel“, über die Schwierigkeiten für Frauen, eine literarische Karriere zu verfolgen).